# Georg Aff der Alte

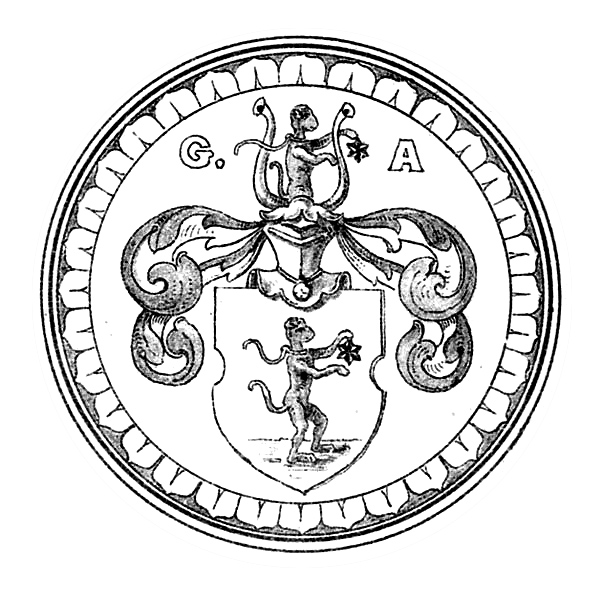
Das Wappen des Georg Aff mit den Initialen G.A.

Georg Aff, genannt der Alte (* unbekannt; † 6. April 1574) war von 1572 bis 1574 Bürgermeister der Reichsstadt Heilbronn.

## Leben
Aff hatte zwischen 1552 und 1574 mehrere wichtige Ämter in Heilbronn inne. Er gehörte ab 1552 dem Gericht und ab 1553 dem mächtigen kleinen Patrizierrat an. Um das Jahr 1570 war er Steuerherr und von 1572 bis 1574 Bürgermeister der Stadt. Auf diesem Posten folgte ihm sein Bruder Balthasar Aff. Seine Großnichte war die Frau von David Kollenberger, der von 1607 bis 1628 ebenfalls Bürgermeister der Reichsstadt Heilbronn war.
Von Georgs Affs Frau ist nur der Name Margherete überliefert, dem gemeinsamen Sohn wurde 1565 ein Stipendium für das Studium an der Ruprecht-Karls-Universität in Heidelberg gewährt.
Die Familie Aff ist Mitte des 15. Jahrhunderts nach Heilbronn zugewandert und stammte aus der Wetterau. Sie ist in Heilbronn bis zum Jahre 1812 belegt. In Heilbronn gehörte sie dem Patriziat an; Ratsmitgliedschaften sind außer für Heilbronn auch für Weinsberg und Wimpfen belegt.

## Wappen
Das Wappen der Aff zeigt einen aufrecht stehenden Affen  auf blauem Grund. Er trägt in seiner Hand einen goldenen Stern und um seinen Hals ein Halsband und eine Kette.